# Sklabinské podhorie
Sklabinské podhorie je geomorfologický podcelek Turčianské kotliny. Leží v její východní části a lemuje západní okraj Velké Fatry mezi Nolčovom a Sklabiňou. 

## Vymezení
Výraznější zvlněné území vytváří přechod mezi rovinatou říční nivou a horským pásmem Velké Fatry. Sousedními podcelky jsou v rámci vlastní Turčianské kotliny na severu a západě Turčianske nivy a na jihozápadě Mošovská pahorkatina. Jihovýchodním směrem terén navazuje na strmě stoupající Lysec, podcelek Velké Fatry. 

## Turismus
Východní okraj Turčianské kotliny je turisticky atraktivní částí regionu. Kromě přírodních krás podhůří a možností turistiky údolími blízké Velké Fatry, je dostupná dvojice hradních zřícenin. První je snadno dostupný Sklabinský hrad, druhou, nad obcí Podhradie ležící Sučanský hrad. Pro milovníky lyžování je k dispozici lyžařské středisko v blízké Jasenské dolině. Turistické stezky vedou Sklabinským podhůřím většinou do Velké Fatry. 